# Acantholipes hypenoides
Acantholipes hypenoides is een vlinder van de familie van de spinneruilen (Erebidae), van de onderfamilie van de Erebinae. De wetenschappelijke naam van deze soort is voor het eerst voorgesteld door Frederic Moore in een publicatie uit 1881.
De soort komt voor in India (West-Bengalen, Meghalaya).